# Konzil von Sens
Das sogenannte Konzil von Sens wurde am Oktavtag von Pfingsten 1141, am 25. Mai, von Erzbischof Heinrich dem Eber von Sens einberufen, um auf Betreiben Bernhards von Clairvaux die der Häresie verdächtigen Lehrsätze und Bücher Peter Abaelards zu verurteilen.

## Vorgeschichte
Die Funktion des Konzils von Sens muss ganz im Rahmen des kirchlichen Disziplinarverfahrens gesehen werden, welches Bernhard von Clairvaux gegen Peter Abaelard schon zuvor mit einer Admonitio fraternalis eingeleitet und mit der Denuntiatio evangelica fortgesetzt hatte und welches nun mit der Exkommunikation des Theologen enden sollte.
- Vor Ostern 1140: Wilhelm von Saint-Thierry eröffnet mit einer ersten Anklageschrift das kirchliche Lehrzuchtverfahren gegen Peter Abaelard.

- Frühsommer 1140: Bernhard von Clairvaux entwirft den umfangreichen Brieftraktat 190 SBO gegen Peter Abaelard. Es handelt sich um eine Anklageschrift gegen 19 als häretisch angesehene Thesen Peter Abaelards.

- Sommer bis Herbst 1140: Erste Mahngespräche Bernhards von Clairvaux mit Peter Abaelard – z. T. unter vier Augen, z. T. unter Zeugen – verlaufen in freundlichem Ton, sind in der Konsequenz jedoch weitgehend ergebnislos (Teil 1 des Lehrzuchtverfahrens: Admonitio fraternalis).

- Sommer bis Herbst 1140: Abt Thomas von Morigny stellt in Saint-Martin-des-Champs bei Paris nach vorangegangenem Kontakt mit Bernhard von Clairvaux die Capitula Haeresum XIV gegen Peter Abaelard zusammen.

- Ende 1140 bis Anfang 1141: Abaelard nimmt kleinere Korrekturen an seiner Theologia Scholarium vor und erstellt eine Verteidigungsschrift gegen die Vorwürfe Bernhards von Clairvaux, die Apologia contra Bernardum.

- Ende 1140 bis Anfang 1141: Arnold von Brescia wechselt nach Frankreich und sucht Anschluss an Peter Abaelard.

- Ende 1140 bis Anfang 1141: Bernhard predigt in Paris öffentlich gegen Peter Abaelard und seine Lehre und spart dabei nicht mit persönlicher Häme. (Teil 2 des Lehrzuchtverfahrens: Denuntiatio evengelica).

- Januar bis April 1141: Peter Abaelard drängt Erzbischof Heinrich von Sens, eine öffentliche Disputation zwischen ihm und Bernhard von Clairvaux vor dem Metropolitangericht in Sens anzuberaumen.

- Frühjahr 1141: Petrus Venerabilis richtet in gewissem zeitlichen Abstand zwei Briefe an einen Magister Petrus (vermutlich Peter Abaelard), in denen er diesen drängt, dem verweltlichten Wissenschaftsbetrieb zu entsagen und nach Cluny zu kommen.

- April bis Mai 1141: Bernhard schreibt an einige Kurienmitglieder und an die Bischöfe der Kirchenprovinz Reims. Er bittet sie um Unterstützung beim anstehenden Verfahren gegen Peter Abaelard in Sens.

- April bis Mai 1141: Peter Abaelard richtet einen Brief an seine Anhänger in Paris mit der dringenden Bitte, zur anstehenden Disputation mit Bernhard von Clairvaux zahlreich in Sens zu erscheinen.

## Anwesende

### Eigentliches Konzilsgremium
- Erzbischof Heinrich der Eber von Sens
- Erzbischof Samson von Reims
- Bischof Alvisius von Arras
- Bischof Hatto von Troyes
- Bischof Joscelin von Soissons
- Bischof Gottfried von Chartres
- Bischof Helias von Orléans
- Bischof Hugo von Auxerre
- Bischof Manasses von Meaux

### Vertreter des Klerus
- Bernhard von Clairvaux, Abt von Clairvaux
- Peter Abaelard, Abt von Saint-Gildas-en-Rhuys, Magister in Paris
- Nikolaus von Montiéramey, Kaplan Hattos von Troyes, Kirchendiplomat
- Gilbert de la Porrée, vorm. Leiter der Domkanzlei von Chartes, Magister in Paris
- Zahlreich die Äbte der Kirchenprovinzen Reims und Sens (mit Paris)
- Zahlreich die Leiter der Domschulen, Magister, Kanoniker
- Berengar von Poitiers, Mitstreiter Abaelards

Nicht sicher bezeugt, wahrscheinlich anwesend:
- Abt Suger von Saint-Denis
- Hyazinth Bobo, Prior der Subdiakone am Lateran, als Vertreter des Heiligen Stuhls
- Wilhelm von Saint-Thierry, Mönch der Zisterze Signy, vormals Abt von Saint-Thierry

Nicht sicher bezeugt, wahrscheinlich abwesend:
- Arnold von Brescia, Kanoniker, Sozialrevolutionär
- Stephan von Garlande, Erzdiakon von Paris und Dekan von Sainte-Geneviève

Es fehlen:
- Bischof Fromond von Nevers
- Bischof Stephan von Paris

### Weltliche Persönlichkeiten
- König Ludwig VII. mit Hofstaat
- Graf Theobald II. der Champagne mit Hofstaat
- Graf Wilhelm von Nevers mit Hofstaat
- Zahlreiche Adelige, Kastellane, Studenten, Reisende, Bürger von Sens

## Verlauf
Das Konzil begann am Vorabend des Oktavtages von Pfingsten, d. h. am Samstag, dem 24. Mai 1141, mit einer Abendmesse im Dom und endete am Nachmittag des darauffolgenden Sonntags, am 25. Mai 1141.

### Öffentliche Veranstaltungen
- Vespergottesdienst am Vorabend, Prediger: Bernhard, Abt von Clairvaux
- Pontifikalamt am Oktavsonntag in der noch unvollendeten Kathedrale von Sens, mit Aussetzung der Heiligen Reliquien

### Nicht-öffentliche Sitzungen
Der nicht-öffentliche Teil des Konzils hat neben der Causa Abaelard die Erörterung dringender politischer Probleme zum Ziel. Das Konzil von Sens markiert dabei den absoluten Endpunkt der politischen Schönwetterlage in Frankreich, das schwere Zerwürfnis zwischen dem Papst- und Königtum ist in diesem denkwürdigen Jahr 1141 nicht mehr aufzuhalten. Ein letztes Mal treffen sich die weltlichen und geistlichen Führer der Francia zu einer Konsenssuche. Im Einzelnen geht es um folgende Themen:
- Die sozialen Unruhen in mehreren Städten der Francia, die bereits zur Bildung sog. freier Kommunen, gerichtet gegen Magistrat und hohen Klerus, geführt haben, mit dem Ziel, einen einheitlichen Bürgerstatus zu definieren.[3]

- Die Planung der Reise König Ludwigs VII. nach Aquitanien und die Organisation der Beteiligung des Kronepiskopats.[4]

- Multilaterale Verhandlungen zwischen dem König, dem Grafen der Champagne, der französischen Kirchenführung und Bernhard von Clairvaux bezüglich wichtiger Streitfragen und Konflikte. Wahrscheinlich Vertragsschluss bzgl. der Abtei Bénissons-Dieu, die 1138 von Bernhard von Clairvaux als südliches Bollwerk gegen das rivalisierende Lyon unter Erzbischof Peter gegründet worden ist und die der König nun unter seinen Schutz stellt. Graf Theobald der Champagne lehnt die Stellung eines Truppenkontingents für den anstehenden Aquitanienfeldzug ab und verweigert damit seinem Souverän den Fahneneid, was kurze Zeit später zum Bruch und Krieg mit dem König führt. Verhandlung über die Bischofsstühle von Poitiers und Bourges, bei denen der König sein Mitsprache geltend macht.[5]

Angesichts dieser gravierenden Probleme dürften die Entscheidungen in einigen innerkirchlichen Fragen, z. B. der Anerkennung des Eleutherius-Wunders in Tournai, eher zu einer Nebensache geraten sein, und es stellt sich die Frage, inwieweit auch die Sache Abaelards der entscheidende Anlass zu diesem Konzil war.

### Der Prozess Peter Abaelards
- 24. Mai 1141 (Vesper): Beim feierlichen Abendgottesdienst zur Eröffnung des Oktavtags von Pfingsten bittet Bernhard von Clairvaux anlässlich einer Predigt das Kirchenvolk von Sens, für Peter Abaelard zu beten. Beim anschließenden Festbankett lässt Bernhard von Clairvaux die inkriminierten Lehrsätze Peter Abaelards verlesen und bereits jetzt von den Bischöfen als häretisch verurteilen.

- 25. Mai 1141 (Oktavtag von Pfingsten): Nach dem Pontifikalamt mit Aussetzung der Reliquien wird der Fall Abaelard in einer öffentlichen Sitzung verhandelt. Der Theologe und Abaelard-Unterstützer Gilbert de la Porrée ist dabei anwesend. Als Abaelard erkennt, dass seine Thesen von den anwesenden Bischöfen der Kirchenprovinzen Reims, Sens und Paris schon am Vorabend auf Betreiben Bernhards von Clairvaux als häretisch verurteilt worden sind, lehnt er die Zuständigkeit der Versammlung ab. Er widerruft weder seine Thesen, noch besteht er auf der versprochenen Disputation, sondern appelliert stattdessen an den Heiligen Stuhl und verlässt die Versammlung. Es kommt zu einer Verurteilung der Lehre Abaelards durch das Konzilsgremium nach seinem Weggang: Vierzehn Thesen und zwei Werke Abaelards werden als häretische Machwerke verurteilt. Man erhebt die Forderung nach Publikationsverbot und Verdammung seiner Schriften. Kurienmitglied Hyazinth Bobo nimmt vermutlich als Beobachter der Kurie ebenfalls an dieser Versammlung teil, desgleichen Nikolaus von Montiéramey.[6]

## Folgen
- 25. Mai bis 31. Mai 1141: Bernhard von Clairvaux und die Bischöfe der Kirchenprovinzen Reims und Sens erstatten dem Heiligen Stuhl in getrennten Schreiben Bericht über das Konzilsgeschehen von Sens. Bernhard und seine Sekretäre verfassen zeitgleich ein Dossier von Briefen an einzelne Kurienmitglieder in Rom, in Sachen Peter Abaelard. Bernhard scheut sich nicht, Abaelard in schwärzesten Farben zu malen und ihn jeglicher Art von Häresie – der arianischen, nestorianischen und pelagianischen – zu beschuldigen.

- Ende Mai 1141: Nikolaus von Montiéramey, Kirchendiplomat und späterer Sekretär Bernhards, verlässt Sens als Kurier mit den Schreiben und reist zum zweiten Mal in diesem Jahr zum Heiligen Stuhl.

- Ende Juni 1141: Nikolaus von Montiéramey trifft in Rom ein (mit Philipp von Lüttich als Begleiter?). Papst und Kurie befinden sich entweder vor Tivoli oder in ihren Sommerfrischen.

- 16. Juli 1141: Papst Innozenz II. ratifiziert nach der Rückkehr nach Rom zeitgleich drei Schriftstücke und gibt sie zu Händen Nikolaus’ von Montiéramey:

1. Die Verurteilungsbulle gegen Peter Abaelard, welche die Lehren Peter Abaelards als häretisch brandmarkt, diesem ewiges Schweigen auferlegt und seinen Anhängern und Verteidigern mit Exkommunikation droht.
2. Einen Haftbefehl gegen Peter Abaelard und Arnold von Brescia. Der Papst bestätigt als Strafe für Abaelard Klosterhaft; er weist Bernhard und die Bischöfe der Francia an, Peter Abaelard und Arnold von Brescia zu gegebenem Zeitpunkt zu ergreifen und getrennt in klösterliche Haftanstalten einzuweisen. Darüber hinaus ordnet der Papst die Verbrennung ihrer Schriften an.
3. Ein in diesem Zusammenhang eher nebensächliches Schriftstück, nämlich die päpstliche Anerkennung des Vertrags zwischen Bischof Hatto von Troyes und Petrus Venerabilis bezüglich der Übertragung einiger Kirchen an den Orden von Cluny.

- Sommer 1141: Peter Abaelard wartet an unbekanntem Ort in Frankreich die Entscheidung des Papstes ab. Vermutlich verfasst er in dieser Zeit seine Confessio fidei Universis.

- Ende August bis Anfang September 1141: Nikolaus von Montiéramey kehrt zurück nach Troyes. Er wird dort von Bischof Hatto von Troyes, Bernhard von Clairvaux und Bischof Gottfried von Chartres ungeduldig erwartet.

- Herbst 1141: Die Nachricht von der päpstlichen Verurteilung Peter Abaelards macht in Frankreich die Runde. Thomas von Morigny erstellt in St-Martin-des-Champs bei Paris eine weitere Streitschrift gegen Peter Abaelard, die Disputatio Catholicorum Patrum, vermutlich im Auftrag der Bischöfe der Franzia, vorgesehen zur Veröffentlichung anlässlich einer geplanten Verlesung des päpstlichen Urteils gegen Abaelard in Paris. Die dazugehörige Synode in Paris kommt aber nicht zustande. Abaelard versucht zwischenzeitlich in Saint-Ayoul in Provins Asyl zu finden, vergebens. Anschließend tritt er in den Orden von Cluny ein. Er verfasst die Confessio fidei ad Heloissam.

- Spätherbst 1141: Die Äbte Petrus Venerabilis von Cluny und Rainald von Cîteaux erreichen die formelle Aussöhnung Peter Abaelards und Bernhards von Clairvaux. Anschließend stellt Petrus Venerabilis für Abaelard beim Heiligen Stuhl den Antrag auf Dauerasyl in Cluny (wohl unter formellem Vollzug des päpstlichen Urteils).

- Herbst-Winter 1141: Arnold von Brescia lehrt weiter auf Abaelards Lehrstuhl bei Saint-Hilaire nahe Paris, wird aber auf Veranlassung Bernhards von Clairvaux und König Ludwigs VII. von dort vertrieben. Anschließend geht er in die Diözese Konstanz.

- Winter 1141: Der Gesundheitszustand Peter Abaelards verschlechtert sich rapide. Petrus Venerabilis schickt den bereits vom Tod gezeichneten Philosophen zur Erholung in das Priorat Saint-Marcel bei Chalon-sur-Saône.

- Frühjahr 1142: Bernhard von Clairvaux richtet in Paris die Predigt De conversione an die Schulleute von Paris, ohne Peter Abaelard und Arnold von Brescia auch nur mit einem Wort zu erwähnen. Anschließend besucht er Archidiakon Stephan von Garlande und erleidet einen seelischen Zusammenbruch in dessen Oratorium Saint-Aignan.

- 21. April 1142: Peter Abaelard stirbt in Saint-Marcel bei Chalon-sur-Saône.

## Sekundärliteratur
- S.M. Deutsch: Die Synode von Sens 1141 und die Verurteilung Abaelards, Berlin 1880. Auch als Beitrag in Symbolae Joachimicae: Festschrift des Königlichen Joachimsthalschen Gymnasiums, 2 Bde., Berlin 1880.
- E. Vacandard: Chronologie abélardienne: la date du concile de Sens 1140, in: Revue des questions historiques 50, 1891, S. 235–245.
- C. Mews: The council of Sens (1141): Abelard, Bernard, and the Fear of Social Upheaval, in: Speculum 77, 2002, S. 342–382.
- W. Robl: Das Konzil von Sens 1141 und seine Folgen, Der Ketzerprozess gegen Peter Abaelard im Spiegel der Zeitgeschichte, Neustadt/WN, 2003 (online)
- W. Robl: Bernhard von Clairvaux (online)
- W. Robl: Die Causa Abaelard (online)
- F. Gastaldelli: Studi su San Bernardo e Goffredo di Auxerre, Florenz 2001.
- P. Zerbi: Philosophi e logici, Un ventennio di incontri e scontri: Soissons, Sens, Cluny (1121-1141), Rom 2002.
- P. Dinzelbacher: Bernhard von Clairvaux, Leben und Werk des berühmten Zisterziensers, Darmstadt 1998.